# Nunam (79360 Sila-Nunam)
Nunam é o menor componente do sistema binário denominado de 79360 Sila-Nunam, o mesmo é um objeto transnetuniano que está localizado no Cinturão de Kuiper, uma região do Sistema Solar. Este corpo celeste é classificado como um cubewano. Ele possui uma magnitude absoluta de 6,3 Nunam e tem um diâmetro com cerca de 236 km, sendo cerca de 95% do tamanho do corpo primário.

## Descoberta e nomeação
Nunam foi descoberto no dia 22 de outubro de 2002 pelos astrônomos Denise C. Stephens e Keith S. Noll através do Telescópio Espacial Hubble e teve sua descoberta anunciada sob a designação de S/2005 (79360) 1 em 5 de outubro de 2005. Foi nomeado em honra da deusa da mitologia inuíte Nunam. Nunam "terra" é a deusa da Terra, esposa em algumas tradições de Sila. Nunam criou os animais terrestres e, em algumas tradições, o prório povo Inuíte.

## Características orbitais

Ilustração esquemática de dois corpos com massa semelhante em órbita em torno de um baricentro comum (cruz vermelha) com órbitas elípticas. Nunam e Sila deve interagir de forma semelhante.

Nunam e Sila orbitam um centro de massa comum, em uma órbita ligeiramente elíptica a uma distância entre 2721 km a 2833 km um do outro (semi-eixo maior de 2777 km. Isso resulta em uma distância média de ambas áreas de superfície de cerca de 2535 km, assumindo uma forma redonda dos dois corpos.) A excentricidade orbital é de 0,02 e com uma orbital de 103,51° em relação à eclíptica. Nunam e Sila circundam o centro de massa em 12,50995 dias 12 horas e 14,3 minutos.